# 西部濱海快速公路
台61線，又稱西部濱海快速公路，簡稱西濱快速公路，是縱貫臺灣西部沿海地區的省道快速公路，也是全台最長的快速公路，計畫長度為301.834公里，實際通車長度為285.972公里。通車路段北起新北市八里區挖子尾、南迄臺南市七股區九塊厝，北部有部分路段與台15線共用路廊；中南部另有部分路段與台17線共用路廊。
台61線係屬省道快速公路，故不和南北向國道高速公路一樣收取道路通行費，因此人們將此快速公路稱為「窮人版的高速公路」，加上大部分路段已升級為封閉式道路，亦可作為國道1號中山高速公路、國道3號福爾摩沙高速公路等南北向高速公路的替代道路。
- 桃園市蘆竹區路段（2012年）。
- 四湖交流道出口預告。

## 支線

### 甲線（已解編）
台61甲線是已廢止的省道快速公路支線，全線位處新北市八里區，興建之初就預留銜接淡江大橋的結構。行政院於2006年1月19日公告「臺北港第二期聯外道路」納編台61甲線，於2020年6月29日公告全線解編，原路段併入台61線。
台61甲線廢止前，起點「臺北港端」設於北出匝道接臨港大道處，起點以南約0.4公里在臨港大道與商港路口（台64線平面交叉）設置南入匝道，臺北港5號門另有南入匝道，以上即目前台61線八里二交流道南入北出平面道路的匝道。原終點「八里交流道」為省道台61線原臨時起點，即目前台61線八里三交流道，主線直接連接台61線主線。

#### 交流道
| 台61甲線路線設施里程一覽表 |      |          |                   |                          |                       |                                      |                                     |
| 標誌                       | 里程 | 名稱     | 順樁預告          | 逆樁預告                 | 形式                  | 通車日                               | 銜接道路 →聯絡地區                  |
| 0                          | 0.0  | 臺北港端 | 快速公路起點      | 八里 臺北港 快速公路終點 | 直接式                | 2007年8月7日 2011年11月（5號門南入） | 台64線 · 臨港大道 · →八里區、臺北港 |
| －                         |      |          |                   |                          |                       |                                      |                                     |
| 2                          | 2.3  | 八里     | 八里 快速公路終點 | 快速公路起點             | 半套鑽石型 主線直接式 | 2007年8月7日                         | 台15線 · →八里區下罟子              |

### 乙線
台61乙線又稱美港公路、彰濱聯絡道，起自彰化縣伸港鄉新港台61線伸港交流道，止於彰化縣和美鎮李厝接國道三號和美交流道並續接縣道135號。為平面道路，但在中央分隔島有預留高架化施工空間。該路線原為台74線路廊，後改為台61乙線，於2011年3月22日由行政院公告編定。2016年8月因車禍頻頻發生，地方人士爭取高架化。
2023年5月30日，交通部公路總局西部濱海公路北區臨時工程處辦理「台61乙線（美港公路）高架化綜合規劃及環境影響評估作業委託服務工作」招標程序。

#### 行經行政區域
全線均位於彰化縣境內。
| 鄉鎮 市區 | 地點       | 里程 （km） | 交會道路  | 備註     |  |
| --------- | ---------- | ----------- | --------- | -------- |  |
| 伸港鄉    | 伸港交流道 | 0.000       | 台61線    | 公路起點 |  |
| 伸港鄉    | 新港       | 1.900       | 台17線    |          |  |
| 伸港鄉    | 新港       | －          | 彰7線     |          |  |
| 伸港鄉    | 新港       | －          | 縣道134號 |          |  |
| 伸港鄉    | 新港       | －          | 彰195線   |          |  |
| 伸港鄉    | 新港       | －          | 彰3線     |          |  |
| 和美鎮    | 和美交流道 | 6.355       | 國道三號  | 公路終點 |  |
|           |            |             |           |          |  |

交流道
| 台61乙線路線設施里程一覽表 |      |      |          |          |        |        |                                  |                                  |
| 標誌                       | 里程 | 名稱 | 順樁預告 | 逆樁預告 | 形式   | 通車日 | 銜接道路 →聯絡地區               |                                  |
|                            | 0.0  | 伸港 |          |          | Y型    | 規劃中 | 台61線                           | 台61線                           |
|                            | 2    | 線西 |          |          | 鑽石型 | 規劃中 | 台17線 · →伸港鄉、龍井區、線西鄉 | 台17線 · →伸港鄉、龍井區、線西鄉 |
|                            | 6.35 | 和美 |          |          | 複合型 | 規劃中 | 國道三號                         | 國道三號                         |

## 歷史
- 1981年：行政院核定[11]。
- 1982年：動工興建[11]。
- 1986年：原計劃預定完工通車，但因為西濱快速公路原先採封閉式道路設計（即全線高架立體化），而引起沿線居民強烈抗爭，行政院妥協，部份路段採平面設計。[11]
- 1991年7月：西濱大橋通車，為台61線最初通車的路段[12][13]。
- 1992年，為紓解中山高速公路的交通壅塞，將西部濱海公路提升標準為快速公路，郝柏村內閣納入「六年國建」計畫之一[13]。
- 1995年：浸水橋－香山平交路口通車[13]。
- 1996年7月26日：香山平交路口－白沙屯交流道、鳳鼻尾隧道通車[11]。
- 1997年：林口高架橋通車[11]。
- 2000年12月22日：房裡交流道－線西交流道通車[13]。
- 2003年
  - 1月30日：湖仔內交流道－五條港交流道通車。
  - 5月27日：布袋二交流道－南鯤鯓交流道通車。
- 2004年
  - 1月13日：線西交流道－福興交流道通車。
  - 1月19日：水井交流道－布袋一交流道、南鯤鯓交流道－北門交流道通車。
  - 12月30日：口湖交流道－水井交流道通車。
- 2005年
  - 1月26日：西濱大橋－橋頭交流道通車。
  - 6月25日：興建中的通霄一交流道－房裡交流道間發生工安意外，導致6人死亡[14]。
  - 12月16日：林口高架橋－大園交流道通車[13]。
- 2006年
  - 4月14日：五條港交流道－口湖交流道通車。
  - 10月5日：大園交流道－觀音交流道通車。
- 2007年
  - 2月5日：通霄一交流道－房裡交流道通車。
  - 2月16日：觀音交流道－永安交流道側車道通車。
  - 11月1日：開放排氣量550c.c.以上之大型重型機車行駛。
  - 11月22日：北門交流道－七股交流道主線、七股交流道－十份交流道側車道通車。
- 2008年
  - 7月10日：永安交流道－新豐平交路口側車道通車。
  - 12月31日：八里交流道（今八里三交流道）－林口交流道通車。
- 2009年12月7日：梧棲交流道通車。
- 2011年7月30日：布袋一交流道－布袋二交流道通車。
- 2012年7月1日：開放排氣量250c.c.以上且未達550c.c.之大型重型機車行駛[15]。
- 2013年
  - 5月10日：大城交流道－西濱大橋通車。
  - 9月12日：線西交流道－福興交流道立體化完工通車[11]。
  - 10月21日：橋頭交流道－湖仔內交流道通車。
  - 11月18日：福興交流道－漢寶交流道通車。
  - 12月29日：漢寶交流道－王功交流道通車。
- 2014年
  - 1月20日：台西交流道立體化完工通車。
  - 6月30日：北門交流道立體化完工通車（僅連接台17線之部分）。
  - 8月1日：中彰大橋南端－福興交流道最高速限由原80km/h提高為90km/h。
  - 8月31日：台西交流道連接台78線之匝道通車。
  - 9月27日：北門交流道連接台84線之匝道通車。
- 2015年6月27日：七股交流道立體化完工通車。
- 2017年
  - 11月11日：七股交流道－十份交流道主線通車。
  - 12月5日：觀音交流道－永安交流道主線通車[16]。
  - 12月19日：王功交流道－芳苑交流道通車。
- 2018年
  - 3月31日：房裡交流道－大安二交流道立體化完工通車。
  - 5月19日：永安交流道－新豐一交流道主線通車[17]。
  - 6月2日：白沙屯交流道－通霄一交流道通車，通霄一交流道－房裡交流道最高速限由原80km/h提高為90km/h。
- 2019年
  - 12月1日：外埔平交匝道－十份交流道最高速限統一為90km/h。
  - 12月27日：芳苑交流道－大城交流道通車[18][19]。
- 2020年
  - 1月17日：國發會通過「西濱快速公路曾文溪橋段新建工程」建設計畫。
  - 1月22日：新豐一交流道－竹4線平交路口主線通車。
  - 3月19日：新豐一交流道北出南入匝道、新豐溪橋側車道通車。
  - 5月1日：行政院核定「西濱快速公路曾文溪橋段新建工程」建設計畫。
  - 6月29日：行政院公告將台61線路線起點改自沙崙（與台2乙線相交處），路線往南行經淡江大橋及其連絡道，併台61甲線銜接現階段台61線通車起點。原規劃之八里連絡道（關渡大橋南端至八里間路段，0K－12.6K，即目前之台15線）廢止，原路段仍為台15線；台61線自現階段通車終點與市道173號交叉口處，再往南經曾文溪橋後，路線終點銜接臺南市2-7號道路（台江大道），長度約3.3公里。原規劃路線自曾文溪以南至臺南市喜樹路段（未闢建）廢止；而台61甲線路線廢止，原路段改編併入台61線。[1]
  - 7月7日：行政院核定「西濱快速公路鳳鼻香山段新建工程」可行性評估報告。
  - 9月14日，新豐二交流道通車。
- 2021年
  - 2月7日：台61線首座休息站、位於雲林縣口湖鄉的口湖休息站正式開幕[20]。
  - 2月21日：雲林嘉義路段起濃霧，能見度差，北上255K發生21輛車連環追撞，造成2死8傷[21]；於3月17日，國家運輸安全調查委員會公布《台61線北上255K追撞重大公路事故事實資料報告》。
  - 6月4日：行政院核定「台61線快速公路新北市~苗栗縣路段平交路口改善可行性評估報告」。
  - 10月15日：因中彰大橋橋梁深槽區部份基礎裸露，晚間8點起封閉台61線梧棲到伸港路段。
  - 10月25日：八里一交流道－八里二交流道主線、銜接台64線之匝道（南出北入）通車。
- 2022年
  - 3月31日：
    - 因應台61線起點調整至淡江大橋淡水端，先行更新鳳山溪以北路段之里程標誌。
    - 北上104K~107K後龍觀海大橋至西湖溪橋路段主線及側車道進行北上線橋梁改建施工，屆時南來北往車輛將一併改駛南下線，並於南下線維持南北向各2車道及1機慢車道通行。

  - 11月21日：國發會核定「台61線快速公路新北市~苗栗縣路段平交路口改善」綜合規劃。
  - 12月7日：交通部公路總局因應台61線時常發生重大車禍事故，宣布20噸以上大貨車速限由原本90km/h降至80km/h，並從即日起至西元2023年2月28日止為宣導期。
  - 12月30日：交通部公路總局第一區養護工程處為因應元旦及春節連假車流，自2022年12月30日15時至2023年1月30日9時試辦封閉鄉道竹1線平交路口。
- 2023年
  - 1月30日：行政院核定「台61線快速公路新北市~苗栗縣路段平交路口改善」綜合規劃。
  - 3月1日：20噸以上大貨車限速80km/h宣導期結束，開始執行取締。
  - 8月5日：位於新竹縣新豐鄉的新豐休息站正式開幕。
  - 10月13日：位於台中市大安區的大安休息站正式開幕。
- 2024年
  - 1月30日：八里二交流道銜接台64線之北出匝道通車。
  - 6月12日：王爺港橋改建完工通車。
  - 12月24日：八里二交流道銜接台64線之南入匝道通車。

## 設施

### 隧道
| 名稱       | 長度      | 竣工日期      | 竣工日期     | 備註   |
| 名稱       | 長度      | 南下          | 北上         | 備註   |
| ---------- | --------- | ------------- | ------------ | ------ |
| 鳳鼻尾隧道 | 2,250公尺 | 2020年1月22日 | 1996年12月   | 假隧道 |
| 新埔隧道   | 173公尺   | 2018年6月2日  | 2018年6月2日 | 假隧道 |

### 休息站
| 名稱       | 里程 | 位置         | 委託營運商               | 備註     |
| ---------- | ---- | ------------ | ------------------------ | -------- |
| 新豐休息站 | 58K  | 新竹縣新豐鄉 | 全家便利商店股份有限公司 | [ 註 2 ] |
| 大安休息站 | 138K | 臺中市大安區 | 統一超商股份有限公司     | [ 註 3 ] |
| 線西休息站 | 169K | 彰化縣線西鄉 | 未知                     | [ 註 4 ] |
| 口湖休息站 | 246K | 雲林縣口湖鄉 | 全家便利商店股份有限公司 | [ 註 5 ] |
| 將軍休息站 | 292K | 臺南市將軍區 | 未知                     | [ 註 6 ] |

### 地磅站
| 名稱         | 里程 | 位置         | 備註     |
| ------------ | ---- | ------------ | -------- |
| 蘆竹地磅站   | 19K  | 桃園市蘆竹區 | [ 註 7 ] |
| 清水地磅站   | 150K | 臺中市清水區 | [ 註 8 ] |
| 湖仔內地磅站 | 224K | 雲林縣臺西鄉 | [ 註 9 ] |

## 車道數及速限
台61線主線懸掛遵23.2標誌，僅提供四輪以上汽車、大型重型機車行駛。大型重型機車以外之機車、慢車、行人不得行駛主線，僅能行駛平行主線之側車道。
台61線主線全路段均採雙向各2車道配置。部分路段設有1車道之路肩或避車彎，供故障車、緊急車輛使用。行駛隧道路段應開啟頭燈；大型重型機車行駛台61線全線應全時開啟頭燈。
| 路段                       | 里程                | 速限   | 備註                |
| -------------------------- | ------------------- | ------ | ------------------- |
| 淡水端～八里一交流道       | 0K+000 - 2K+000     | 不適用 | [ 註 10 ]           |
| 八里一交流道～八里三交流道 | 2K+000 - 6K+000     |        | [ 註 11 ]           |
| 八里三交流道～林口交流道   | 6K+000 - 13k+000    |        |                     |
| 林口交流道～東華路口       | 13K+000 - 16K+300   |        | [ 註 12 ]           |
| 東華路口～新豐二交流道     | 16K+300 - 60K+500   |        |                     |
| 新豐二交流道～鳳山溪橋     | 60k+500 - 71K+266   |        | [ 註 13 ] [ 註 14 ] |
| 鳳山溪橋～浸水橋           | 71K+266 - 76K+100   | 不適用 | [ 註 15 ]           |
| 浸水橋～外埔平交匝道       | 76K+100 - 101K+200  |        | [ 註 16 ]           |
| 外埔平交匝道～十份交流道   | 101K+200 - 305K+750 |        | [ 註 17 ]           |
| 十份交流道～青草崙交流道   | 305K+750 - 306K+500 | 不適用 | [ 註 18 ]           |

## 科技執法路段（區間測速）
| 方向 | 路段                     | 里程             | 啟用日期      |
| ---- | ------------------------ | ---------------- | ------------- |
| 南下 | 觀音交流道－永安交流道   | 47.25K－52.53K   | 2020年1月1日  |
| 南下 | 通霄二交流道－房裡交流道 | 122.3K－130.3K   | 2020年1月4日  |
| 南下 | 清水交流道－龍井交流道   | 148.1K－156.4K   | 2020年1月15日 |
| 南下 | 橋頭交流道－崙豐交流道   | 218.25K－226.25K | 2020年4月1日  |
| 北上 | 永安交流道－觀音交流道   | 52.43K－47.15K   | 2020年1月1日  |
| 北上 | 通霄二交流道－新埔交流道 | 122.6K－115.6K   | 2019年12月1日 |
| 北上 | 龍井交流道－清水交流道   | 157.8K－151.6K   | 2020年1月15日 |
| 北上 | 鹿港交流道－伸港交流道   | 177K－168.1K     | 2020年3月2日  |

## 連絡道

### 香山連絡道
台61線香山連絡道又稱高濱路，位於新竹市香山區，起自台61線香山平交匝道平交路口，終點於台1線平交路口，全長1.508公里。路線包含S-16A跨越鐵路高架橋（0K+298~0K+658）及S-15高架橋（跨鹽港溪，1K+314~1K+414.1）兩座橋梁。

## 工程現況

### 施工作業
- 行政院公共工程委員會更新至2025年7月底。[26]

| 計畫                                     | 工程名稱                             | 預計完工 日期 | 實際進度 （％） | 備註 |
| ---------------------------------------- | ------------------------------------ | ------------- | --------------- | ---- |
| 交通部公路總局西部濱海公路北區臨時工程處 | 台61線後龍觀海大橋及西湖溪橋改建工程 | 2026/03/09    | 79.92%          |      |
| 交通部公路總局西部濱海公路南區臨時工程處 | 西濱快速公路曾文溪橋新建工程         | 2028/10/14    | 37.37%          |      |

## 後續計畫

### 淡江大橋及其連絡道路興建工程
淡江大橋建設計畫已於2014年1月15日通過行政院核定、2014年10月動工，全部工程預計2025年底完工。由於直接銜接台61甲線（現已解編）並為省道快速公路規格，公路總局發佈的核定本即預告日後將調整台61線起點至淡江大橋，並於2020年6月29日由行政院公告調整。
該計畫里程自通車終點12K（新建路段4.4K）起，4.4K設置高架匝道連結台64線，0K至2K為淡江大橋主橋段工程南北端，往北續行至計畫終點為市區道路，抵達淡海新市鎮。

### 林口段、香山後龍段平交路口改善工程
由於許多初期興建的路段（如新竹至苗栗後龍段、苗栗苑裡至臺中大安段、彰化伸港至鹿港段、雲林麥寮至臺西段等）因沿線居民夥同民意代表抗議封閉式的道路會破壞景觀、風水及阻礙經濟發展，故變更設計將主線改為平面道路，取消興建交流道改為平面交叉路口；然而這些平面路段在通車十餘年後又因行車安全與沿線居民夥同民意代表抗議等因素辦理後續建設計畫，目前立體化工程已通車的路段有苗栗苑裡~臺中大安段、彰化伸港~鹿港段、雲林麥寮~臺西段等。而林口段、香山後龍段改善工程已完成可行性評估報告，交通部於2020年12月18日陳報行政院，行政院於2021年6月4日函復交通部核准辦理。
112年2月1日行政院核定台61線23處平交路口改善綜合規劃，分別位於新北市2處、新竹市9處及苗栗縣12處。為提升行車安全及道路運輸效率，交通部啟動「台61線快速公路新北市至苗栗縣路段平交路口改善綜合規劃」。該計畫已獲行政院核定，總建設經費約新臺幣277.82億元，暫定2029年完工。

### 封閉鄉道竹1線平交路口
目前進度不明，很有可能短時間內無法封閉。

### 鳳鼻至香山
*公路總局目前以台15線代替，原暫時不考慮興建，但因為新竹市政府及各界的要求，該路段已經規劃準備興建的計畫路線。
- 公路總局已完成路線規劃腹案，工程將跨越鳳山溪、頭前溪、客雅溪，全程多採高架、預計興建鳳岡[37]、南寮二處交流道[38] [39]，不含土地經費，所需總工程經費約九十到一百億元，其中地方要提自償三十億計畫。[40]
- 路廊規劃：自鳳鼻隧道南口附近（竹4線鳳岡路五段第一次交會，即觀音至鳳岡段終點）與台15線共構，於竹4線第二次交會處（鳳岡路三、五段）設置鳳岡交流道，經鳳山溪橋後以高架與台15線分離，在白地粉圳南岸往西跨越頭前溪後，台68線延伸線於風力活動公園附近與台61線交匯，於天府路設置南寮交流道[37]，續往南走新港三路、海濱路、海埔路300巷，後銜接台61線浸水橋以南路段[41]。
- 2020年7月，與楊梅頭份高架道路一起審議，行政院已核定可行性評估[42]。未來需要4年辦理綜合規劃、環評、細部設計、都市計畫變更、用地取得等作業，施工期約5年，2032年完成新竹地區台61高架化。

### 與台72線設置交流道
公路總局已進行台72線延伸台61線的可行性評估，起點在台61線103.6公里處（觀海大橋北側），以喇叭型交流道銜接，全長3.7公里，期程需40個月，經費近39億元新臺幣。

### 房裡交流道新增北出及南入匝道
因台61線僅設置南出及北入匝道，造成北上要往苑裡地區車輛，若未提前在大甲交流道下匝道，就得續行至通霄一交流道，再經由平面道路繞回苑裡，須多繞行約16公里；從苑裡南下也必須繞行至大甲才能續行台61線南下。對此，時任交通部部長林佳龍允諾將規劃在大甲區境內設置北出及南入匝道。

### 台61乙線高架化
- 美港公路高架化
- 伸港系統交流道

### 曾文溪景觀大橋工程
- 台61線十份交流道銜接二等七號道路（台江大道）工程，橋面長3.38公里，總經費66.36億元，原需先進行3年的環境差別評估及進行濕地保育評估報告，國家發展委員會於2020年1月29日通過建設計畫，已三度招標後流標[45][46][47]。因物價及工資不斷上漲，行政院於2022年8月核定再追加30億元，總經費增為96.27億元。
- 行政院院長賴清德於2017年11月11日在七股至十份交流道通車典禮上向臺南市市民掛保證，表示公路總局已進入整體規劃階段，院內一定大力協助推動，絕不跳票。
- 西濱南區臨工處於2018年4月19日於鹿耳門聖母廟舉行曾文溪橋新建工程綜合規劃說明會，主持會議的南區臨工處副處長表示會儘速推動，地方希望可以早日興建完成，讓土城子地區交通可以更方便。
  - 臺南市議員郭清華服務處主任郭瑞昌表示，地方上已組成「聖母大橋興建促進會」，希望橋名能為對地方上極有意義的，命名為「聖母大橋」，另外為了解決溼地環保問題，地方建議橋墩距離的拉大，一座橋如果只有兩座橋墩的影響則會降至最小，也可以快速的通過環評。
- 整體工程於2022年9月21日招標並成功發包[48]，公路總局2022年12月4日提報開工[49]，2022年12月20日辦理開工動土典禮[50]，預計2028年5月完工。

### 延伸至台南市區
- 省轄市時期
  - 因對安平港國家歷史風景區衝擊過大，在時任臺南市市長許添財干預下取消，於都市計畫第4次通盤檢討後刪除。[11]
- 直轄市時期
  - 時任臺南市市長賴清德表示，台61線從中北部一直連接到臺南，跨過曾文溪到二等七號道路或是二等九號道路接四草大橋，將爭取安平港跨海大橋接台17線[51]。興建安平港跨港大橋，連結四草大橋，方便往來台86線，將成為臺南市西濱沿海的外環道路，以疏解中華西路車流及帶動臺南整體發展。
  - 立法委員葉宜津2014年10月27日要求交通部應思考如何緩解南北交通打結問題，將目前已經通過環評的台61線延伸到臺南安平甚至高雄市境內。
  - 行政院院長林全2016年11月7日表示對於臺南市政府提出台61線延伸至台86線延伸路段並未反對，強調將帶回研究，尊重專業評估，城市惟有提出需求，才會進步。
    - 臺南市政府於2017年規劃闢建跨漁港大橋，再經漁光橋接健康路通往台17線中華西路。設計橋長1200公尺，寬度20公尺，橋樑淨高25公尺，總經費約12.75億元。[52]
    - 臺南市政府最終於2018年4月定案，捨棄經由漁光島方案，改由城平路興建安平跨港大橋，銜接永華路，續接台17線[53]。惟此方案橋樑跨距較原方案長，且道路線型往東方偏移，增加台61線往南延伸的市區土地成本。

  - 行政院院長蘇貞昌2021年11月15日視察臺南都會區北外環道路第三期工程施工時，現場允諾台61線由原本曾文溪大橋為終點延伸至四草大橋，沿著現有台江大道、台17線、鹿耳門大道、四草大道為路廊規劃路線，得以讓台61線接上安平跨港大橋，以利銜接永華路至臺南市中心，後續也會再評估延伸至茄萣甚至是高雄市市區之可行性[54]。

### 延伸至高雄、屏東
臺南市議員郭清華邀集臺南市政府各局處召開記者會，爭取台61線通過安南區、安平區、南區並通往高雄市境內，兼作臺南市西外環公路，除了解決塞車問題，也能將完工後的曾文溪大橋發揮最大交通效益，要求市府2020年底前提出初步規畫路線。時任公路總局局長許鉦漳表示，曾文溪橋正在綜合規劃中，但台61線的南延計畫僅止於臺南，若要再往南到高雄，將做可行性研究。
公路總局局長許鉦漳2022年1月表示，台61線西濱快速公路未來可望往南延至高雄市，甚至到屏東縣境內，預計2022年底至2023年中提出台61線南延可行性研究報告，目前仍在選路廊，但估計光延至梓官，興建經費至少新台幣1200億元，若可行性研究獲通過，預計再5年進行綜合規劃、環境影響評估及用地取得。

### 全線設置濃霧偵測器
2021年2月21日，西濱快速公路發生重大連環車禍，釀成2死8傷，事發當時出現濃霧，能見度不佳。台61線全長305公里，卻只有一支濃霧偵測器位在苗栗路段，時任交通部部長林佳龍召開緊急會議，敲定七項改善計畫，未來西濱全線將比照國道規模，與中央氣象局合作，預計設置16處濃霧偵測器。將在一個月內先行完成雲林四湖、嘉義東石等二路段完成架設；在八個月內，會完成彰化到臺南路段6處；在一年內完成全線設置共16處。
- 本次事故名稱：台61線北上255K追撞重大公路事故。

- 2021年3月17日，國家運輸安全調查委員會公布《台61線北上255K追撞重大公路事故事實資料報告》。

### 預定時程
- 2026年
  - 10月中彰大橋改建完工。
  - 9月後龍觀海大橋、西湖溪橋改建完工。
- 2026年3月，八里一交流道至淡水端段（興建淡江大橋）完工。
- 2027年9月，林口段立體化完工
- 2028年8月5日，十份交流道至青草崙交流道段（興建曾文溪景觀大橋）完工。
- 2029年
  - 香山至後龍段立體化完工。[38]
  - 竹圍系統交流道完工。
- 2030年大園系統交流道完工。
- 2032年
  - 鳳山溪橋至浸水橋段完工。
  - 鳳岡交流道、南寮交流道完工。

## 相關資訊
- 興建單位：交通部公路局
- 維護單位：交通部公路局
- 管理單位：
  - 台61線
    - 新北市政府警察局
    - 桃園市政府警察局
    - 新竹縣政府警察局
    - 新竹市政府警察局
    - 苗栗縣政府警察局
    - 臺中市政府警察局
    - 彰化縣警察局
    - 雲林縣警察局
    - 嘉義縣警察局
    - 臺南市政府警察局

  - 台61乙線
    - 彰化縣警察局

## 外部連結
- 西濱快速公路後續建設計畫（公路總局） （页面存档备份，存于）
- 快速公路通車示意圖（公路總局） （页面存档备份，存于）
- 省道里程樁號圖 （页面存档备份，存于）